# Perdita fieldi
Perdita fieldi är en biart som beskrevs av Timberlake 1956. Perdita fieldi ingår i släktet Perdita och familjen grävbin. Inga underarter finns listade i Catalogue of Life.